# Oblężenie Aten
Oblężenie Aten 87 p.n.e.-86 p.n.e.  
Oblężenie Aten przez Rzymian w latach 87-86 p.n.e. było punktem zwrotnym w trakcie I wojny z Mitrydatesem VI. Zwycięstwo rzymskie doprowadziło do umocnienia politycznej władzy wodza Rzymian Lucjusza Korneliusza Sulli w toczonej równolegle wojnie domowej (88-82 p.n.e.).

## Kulisy wojny
Władca Królestwa Pontu Mitrydates VI od początku panowania prowadził ekspansywną politykę zewnętrzną. Po zajęciu wschodnich i północnych obszarów nad Morzem Czarnym, król podjął liczne próby opanowania Paflagonii oraz Kapadocji. W roku 88 p.n.e. wykorzystując wojnę ze sprzymierzeńcami (91-88 p.n.e.) oraz wojnę domową w Rzymie, zajął liczne miasta w Azji Mniejszej. Sukcesy kampanii skłoniły Mitrydatesa do rozciągnięcia działań na obszary Europy. Tutaj jednym z jego najważniejszych sojuszników stały się Ateny pod przywództwem Aristiona, który wymówił Rzymianom posłuszeństwo, zrywając z nimi obowiązujący sojusz. Portem głównym floty pontyjskiej pod wodzą Archelaosa stało się miasto Pireus.
Mimo trwającej wojny domowej Rzymianie wysłali przeciwko Mitrydatesowi armię w sile 5 legionów dowodzoną przez Lucjusza Korneliusza Sullę. Po zejściu na ląd w Pireusie w roku 87 p.n.e. Sulla skierował się ku Beocji, po czym pobił armię pontyjską pod wodzą Archelaosa i Aristiona. Zwycięstwo umożliwiło wodzowi rzymskiemu zajęcie greckiego wybrzeża z wyjątkiem Aten i Pireusu.

## Oblężenie Aten
Po porażce w walce z Sullą, Aristion schronił się w Atenach, Archelaos natomiast zbiegł do Pireusu. Sulla zmuszony został wówczas do oblężenia obu sąsiadujących ze sobą miast, zbudował też umocnione obozy w Eleusis oraz Megarze. Wkrótce Rzymianie przystąpili do budowania wież oblężniczych, wykorzystując do tego celu drzewa znajdujące się na terenie Akademii ateńskiej oraz Lykeionu. Początkowo główny nacisk oblężenia skierowano na Pireus. Tutaj jednak Archelaos odparł wszystkie rzymskie ataki.
Przedłużające się oblężenie doprowadziło wkrótce do braków żywności w Atenach. Archelaos co prawda wysyłał z Pireusu liczne transporty z żywnością, jednakże starczało to zaledwie na pokrycie niewielkiej ilości zapotrzebowania. Także odsiecz wojskowa dowodzona przez pontyjskiego wodza Dromichatesa została odparta przez wojska Sulli pod murami miasta. Wiosną 86 p.n.e. sytuacja żywnościowa w Atenach pogorszyła się na tyle, że zmusiła ona Aristiona do zaproponowania rozmów kapitulacyjnych. Sulla odprawił jednak delegację ateńską, żądając bezwarunkowej kapitulacji. Jako że Aristion zwlekał z decyzją, dnia 1 marca 86 p.n.e. Rzymianie przypuścili decydujący atak na miasto. Atak zakończył się sukcesem, a Aristion, który wraz z ostatnimi zwolennikami schronił się na Akropolu, poddał się w końcu wodzowi rzymskiemu. Po wejściu do miasta przy aprobacie Sulli, Rzymianie rozpoczęli rabunki a przywódców partii pontyjskiej, wśród nich Aristiona stracono. Mimo tego, z szacunku do historii miasta Sulla zwrócił Ateńczykom ich prawa oraz posiadłości (m.in. port w Delos).

## Zdobycie Pireusu
Równocześnie z oblężeniem Aten, Rzymianie kontynuowali ataki na Pireus. Dzięki zastosowaniu sprzętu oblężniczego udało się im zburzyć część murów miejskich wzniesionych w czasach 
Peryklesa. Zanim jednak Rzymianie przystąpili do decydującego szturmu, Archelaos i jego ludzie zdążyli usypać nowe wały obronne w najbardziej zagrożonych miejscach. Wówczas Sulla przerwał oblężenie, koncentrując się na blokadzie portu. W międzyczasie na rozkaz Mitrydatesa VI, który przygotowywał się do zbrojnego starcia z Sullą i w tym celu skoncentrował armię w Beocji, Archelaos opuścił miasto wraz z obrońcami. W tej sytuacji Sulla nakazał zniszczenie pozbawionego obrońców Pireusu. Oczekiwana przez króla Pontu decydująca bitwa rozegrała się niedługo pod Cheroneją i zakończyła się całkowitą klęską Mitrydatesa.